# Кандили
„Кандили“ (на турски: Kandilli) е квартал в район „Юскюдар“ в Истанбул, Турция.
Разположен е на азиатския бряг на Босфора и е дом на някои от горите в град Истанбул. Анадолската гимназия за момичета Кандили (на турски: Kandilli Anadolu Kız Lisesi) е една от първите девически гимназии в Османска Турция. Обсерваторията Кандили, съоръжение на Босфорския университет, е посветена предимно на науката за земетресенията. Музеят на земетресенията в Кандили се намира в кампуса.
Историческата крайбрежна джамия Ваникьой във Ваникьой, основана в чест на Вани Мехмет Ефенди, етнически кюрдски паша от Ван, е построена през 1670 г. по време на османския период. Джамията е тежко повредена от пожар на 15 ноември 2020 г., причинен от късо съединение.